# Euchromia amboinica
Euchromia amboinica är en fjärilsart som beskrevs av George Francis Hampson 1877. Euchromia amboinica ingår i släktet Euchromia och familjen björnspinnare. Inga underarter finns listade i Catalogue of Life.